# Челич (громада)
Челич (хорв. Općina Čelić, босн. Opština Čelić, серб. Општина Челић) — боснійська громада, розташована в Тузланському кантоні Федерації Боснії і Герцеговини. Адміністративним центром є місто Челич.
| Боснія і Герцеговина | Це незавершена стаття з географії Боснії і Герцеговини. Ви можете допомогти проєкту, виправивши або дописавши її. |